# Euphorbia capuronii
Euphorbia capuronii es una especie fanerógama perteneciente a la familia Euphorbiaceae. 

## Distribución y hábitat
Es endémica de Madagascar donde se encuentra en la Provincia de Toliara. Se hábitat natural son las áreas rocosas. Está tratada en peligro de extinción por pérdida de hábitat. 
Esta especie se cultiva mucho, pero se sabe muy poco sobre su distribución. Se recogen los informes, en la meseta de Mahafaly, pero no se ha encontrado en la zona desde entonces. Esta especie es probable que sea muy rara en la naturaleza y requiere el trabajo de campo para tratar de localizar y evaluar su área de ocupación y el grado de ocurrencia. 
Es cultivada en el Jardín Botánico y Zoológico de Tsimbazaza

## Taxonomía
Euphorbia capuronii fue descrita por Ursch & Leandri y publicado en Mémoires de l'Institut Scientifique de Madagascar, Série B, Biologie Végétale 5: 170. 1954.
Etimología
Euphorbia: nombre genérico que deriva del médico griego del rey Juba II de Mauritania (52 a 50 a. C. - 23), Euphorbus, en su honor – o en alusión a su gran vientre –  ya que usaba médicamente Euphorbia resinifera. En 1753 Carlos Linneo asignó el nombre a todo el género.
capuronii: epíteto otorgado en honor del botánico francés René Paul Raymond Capuron (1921 - 1971).